# Nỗi lòng thấu trời xanh (phim truyền hình 1998)
Nỗi lòng thấu trời xanh (chữ Hán phồn thể: 蒼天有淚, chữ Hán giản thể: 苍天有泪, bính âm: Cāngtiān yǒu lèi) có tên tiếng Anh là Tears in heaven, hoặc các tên tiếng Việt khác như Thương thiên hữu lệ, Trời xanh đổ lệ, Trời cao nhỏ lệ.
Nỗi lòng thấu trời xanh là phim được chuyển thể từ tiểu thuyết cùng tên của nữ văn sỹ Quỳnh Dao. Phim được phát sóng vào năm 1998 trên kênh CTV.

## Nội dung
Chuyện xảy ra tại trấn Đồng Thành trong những năm đầu thời Dân quốc. Triển Tổ Vọng là một trong hai đại gia ở Đồng Thành. Vân Phi là con người vợ lớn của ông Triển, tính tình hiền lành, thích đọc sách viết văn, thường phản đối việc cha và em bóc lột người nghèo. Năm năm trước, sau một trận cãi nhau kịch liệt với cha, Vân Phi đã bỏ nhà ra đi. Vân Tường là con người vợ thứ hai của ông Triển, hai mẹ con thường giở mánh khóe để tranh giành gia tài. Dưới trướng của Vân Tường có một đội tay chân chuyên đi siết nợ nên bị người trong trấn gọi lén sau lưng là "Triển cú vọ".
Vân Phi sau nhiều năm sống ở miền Nam nay đã trở về. Trên đường về, anh và A Siêu vô tình cứu được bốn chị em Vũ Phụng ngã xuống nước. Và vẻ đẹp cùng giọng hát ngọt ngào của Vũ Phụng đã làm xao xuyến trái tim vốn giá lạnh nhiều năm của Vân Phi. Thế nhưng Vân Phi chưa kịp tìm hiểu về Vũ Phụng thì thảm kịch đã ập xuống nhà họ Tiêu. Oan nghiệt hơn, đó lại là "kiệt tác" của Vân Tường, đứa em cật ruột của Vân Phi.
Trong phạm vi Đồng Thành có một mảnh đất gọi là Khê Khẩu, nơi đó có Ký Ngạo sơn trang của nhà họ Tiêu, Triển gia muốn mua lại để xây dựng nhà máy nhưng Tiêu lão không chịu bán. Sau nhiều lần thuyết phục không được, Vân Tường giở thủ đoạn, nửa đêm dẫn tay chân đến đốt nhà, Tiêu lão vì cứu đứa con út mà chết trong biển lửa. Cha chết, nhà cháy, em nằm viện, hai cô chị lớn trong nhà là Vũ Phụng và Vũ Quyên phải lang thang khắp Đồng Thành tìm việc làm. Cơ duyên run rủi, cả hai được nhận vào ca hát ở Đãi Nguyệt lâu cho bà chủ Kim Ngân Hoa.
Khi dò hỏi thông tin về Vũ Phụng, A Siêu cho Vân Phi biết gia đình cô đã gặp nạn do Vân Tường cùng Thiên Nghiêu gây ra. Vân Phi đã ra sức tiếp cận và giúp đỡ năm chị em bằng một tên khác,Tô Mộ Bạch, bút danh mà anh đã dùng để viết sách khi sống ở miền Nam. Qua sự tận tình của Vân Phi và A Siêu, năm chị em Vũ Phụng ngày càng dành nhiều tình cảm cho hai người. Còn Vân Phi thì luôn lo sợ sự thật thân thế của mình sẽ làm ảnh hưởng đến tình yêu của anh và Vũ Phụng.
Cây kim trong bọc không giữ được lâu, trong một lần đến Đãi Nguyệt lâu chơi bời, Vân Tường đã khám phá ra mối quan hệ giữa Vân Phi và Vũ Phụng. Không bỏ lỡ cơ hội, Vân Tường ngay lập tức vạch trần bí mật của Vân Phi. Sự thật phũ phàng làm Vũ Phụng choáng váng, trong lúc hoảng loạn cô đã định tự tử, may mà Vân Phi cản lại kịp. Tuy nhiên trong lúc giằng co, con dao đã đâm trúng Vân Phi một nhát sâu. Để bảo vệ Vũ Phụng không gặp phải phiền phức, Vân Phi mặc lời khuyên của A Siêu, quyết không đến bệnh viện mà tự điều trị ở nhà để che giấu gia đình vết thương này. Về phía năm chị em, sau khi biết Tô Mộ Bạch mà họ vẫn quý mến bấy lâu nay là anh của Vân Tường, Vũ Quyên đã căm ghét Vân Phi, cấm chị và các em mình không được tiếp xúc với Vân Phi.
Quyết hại Vân Phi cho đến cùng, Vân Tường đã ra tay ngay trên vết thương của Vân Phi làm cho vết thương càng trở nên trầm trọng trước khi tung hê cho ông Triển biết chuyện Vân Phi yêu Vũ Phụng cũng như chuyện Vân Phi bị đâm. Vân Phi đành nhận vết thương là do chính anh tự đâm để chứng minh tình yêu của mình dành cho Vũ Phụng. Qua vết thương của Vân Phi và qua lời dèm pha của Vân Tường về hai chị em chỉ là gái tửu lâu chuyên quyến rũ đàn ông, ông Triển vô cùng giận dữ và kịch liệt phản đối. Vân Tường thậm chí còn bắt giữ và tra tấn A Siêu dã man nhưng sau đó được Kỉ Thiên Hồng cứu thoát. Kỉ Thiên Hồng là người từng yêu Vân Phi say đắm nhưng không được đáp lại, sau đó, Vân Phi bỏ nhà đi, quá tuyệt vọng nên cô đành chấp nhận lấy Vân Tường và chịu ngược đãi hàng ngày.
Mâu thuẫn giữa hai anh em càng ngày càng sâu. Và đỉnh điểm là khi Vân Tường tìm đến nơi ở của chị em họ Tiêu, đánh đập ba đứa em nhỏ và toan làm nhục Vũ Phụng cùng Vũ Quyên …
Trong khi Vũ Phụng bị giằng xé vì tình thì Vũ Quyên lại nung nấu căm hờn, cô thề phải giết bằng được Vân Tường để trả thù cho cha. Nhưng Vũ Phụng và Vũ Quyên rốt lại cũng chỉ là hai cô gái thân cô thế cô, không thể nào đấu nổi thế lực của họ Triển. Cuối cùng, Vũ Quyên quyết định hy sinh tình cảm của mình với A Siêu để về làm vợ lẽ thứ ba cho ông chủ Trịnh, một trong hai đại gia ở Đồng Thành. Thế nhưng, khi biết được Vũ Quyên không hề yêu mình, ông Trịnh đã không lấy cô mà nhận cô làm con nuôi và sau đó đứng ra tổ chức hôn lễ cho hai chị em cô.
Cuối cùng, vì cứu mạng Vân Tường, Vân Phi suýt mất mạng và điều này đã làm Vân Tường cảm động và thay đổi...

## Diễn viên và nhân vật
- Tiêu Vũ Phụng (hay Tiêu Vũ Phượng) (Tưởng Cần Cần (Thủy Linh) thủ vai): chị cả, xinh đẹp, dịu dàng, hát hay, yếu đuối
- Tiêu Vũ Quyên (Chu Ân thủ vai): chị hai, xinh đẹp, lanh lợi, mạnh mẽ, hát hay
- Tiểu Tam (Trương Ni Thanh thủ vai)
- Tiểu Tứ (Bạch Diệp thủ vai)
- Tiểu Ngũ (Lý Minh Đắc thủ vai)
- Triển Tổ Vọng (Nhạc Diệu Lợi thủ vai): một trong hai đại gia ở Đồng Thành, có hai vợ và hai con trai, nhu nhược, luôn dung túng cho những hành vi sai trái của Vân Tường
- Triển Vân Phi / Tô Mộ Bạch (Độ Tông Hoa thủ vai): con người vợ lớn của ông Triển, tính tình hiền lành, thích đọc sách viết văn, luôn giúp đỡ người nghèo
- Triển Vân Tường (Tiêu Ân Tuấn thủ vai): con người vợ thứ hai của ông Triển, thường đố kị, thích tranh giành với Vân Phi, muốn chiếm đoạt toàn bộ tài sài, độc ác, không từ thủ đoạn
- Lã Siêu (hay A Siêu) (Trần Chiêu Vinh thủ vai): người hầu của Vân Phi nhưng được Vân Phi xé giấy bán thân và xem như bạn thân, hiền lành, chất phác, rất giỏi võ, và rất trung thành với Vân Phi
- Kỉ tổng quản (Hàn Chấn Hoa thủ vai): tổng quản nhà họ Triển, cũng là thông gia với ông Triển
- Kỉ Thiên Nghiêu (Lý Ái Quân thủ vai): con trai lớn của ông Kỉ, anh vợ của Vân Tường, thường xuyên bên cạnh Vân Tường để làm chuyện xấu
- Kỉ Thiên Hồng (Trần Minh Chân thủ vai): con gái út của ông Kỉ, yêu Vân Phi nhưng lại kết hôn với Vân Tường, hiền lành, cam chịu
- Trịnh Sĩ Quỳ (Lưu Đức Khải thủ vai): một trong hai đại gia ở Đồng Thành
- Kim Ngân Hoa (Đặng Tiệp thủ vai): bà chủ Đãi Nguyệt lâu

## Nhạc phim
- Ca khúc chủ đề (mở đầu phim): 痛 (Tòng) (Đau) - 李翊君 (Li Yi Jun) (Lý Dực Quân) & 动力火车 (Dong Li Huo Che) (Power Station) (Động Lực Hoả Xa) trong album 誓言谎言 (Lời thề lời nói dối) năm 1998

Ngoài ra, các ca khúc khác trong phim được phát hành trong album 还珠格格 苍天有泪 小说配乐 năm 1998, do 2 ca sĩ 吴碧霞 (Wu Bi Xia) và 赵冬兰 (Zhao Dong Lan) thể hiện. Gồm các bài:
- Bài 7: 问云儿 (Wen yun er) (Vấn vân nhi) (Hỏi đám mây nhỏ): hát khi giặt quần áo bên bờ suối (tập 1) và khi Mẹ của Triển Vân Phi đến thăm
- Bài 8: 人间处处有天堂 (Ren jian chu chu you tian tang)
- Bài 9: 对花 (Dui hua) (Đồi hoa): hai chị em hát trong ngày đầu tiên làm ở Đãi Nguyệt lâu và bốn chị em hát trong đám cưới Vũ Phụng
- Bài 10: 夫妻观灯 (Fu qi guan deng) (Xem ánh sáng): hát khi làm ở Đãi Nguyệt lâu
- Bài 11: 打钟 (Da zhong) (Rung chuông): hát khi làm ở Đãi Nguyệt lâu
- Bài 12: 十八相送 (Shi ba xiang song)
- Bài 13: 新小放牛 (Xin xiao fang niu)
- Bài 14: 什么人 (Shen me ren)

## Thông tin thêm
| “ | Thủy Linh để lại ấn tượng trong lòng khán giả với hình ảnh cô gái có hai bím tóc dài mượt mà, vắt hờ hững trên đôi vai mảnh mai. Đôi mắt cô luôn đượm nét buồn u uất, cặp chân mày lá liễu thanh mảnh, đôi môi hồng điểm tô. Với tạo hình này, Tiêu Vũ Phụng đã trở thành biểu tượng sắc đẹp một thời. | ” |

| “ | Tiêu Vũ Phụng xuất hiện trong phim thanh thoát và tao nhã đến lạ lùng. Một thiếu nữ dịu dàng, đằm thắm, ẩn trong dáng vẻ yếu đuối là nghị lực phi thường. Tạo hình của nhân vật không những phù hợp với bối cảnh thời Dân Quốc mà còn rất phù hợp với không gian của bộ phim. Hình ảnh nữ chính trong rừng trúc khiến người ta liên tưởng đến nét đẹp dịu dàng và mong manh như sương khói, vì vậy, Quỳnh Dao đã có lời khen dành cho nữ diễn viên Thủy Linh: "Ưu linh như thủy, ưu mỹ như mộng. Thật làm say lòng người". | ” |